# Mamassey
Mamassey (auch: Mamasey, Ménésé) ist ein Dorf in der Landgemeinde Méhana in Niger.

## Geographie
Das von einem traditionellen Ortsvorsteher (chef traditionnel) geleitete Dorf liegt am rechten Ufer des Flusses Niger. Es befindet sich rund neun Kilometer nördlich des Hauptorts Méhana der gleichnamigen Landgemeinde, die zum Departement Téra in der Region Tillabéri gehört. Zu den Siedlungen in der näheren Umgebung von Mamassey zählen am selben Niger-Ufer Tchébi Béro und Tchébi Keyna im Südosten sowie am gegenüberliegenden Niger-Ufer Kolbolé im Nordosten und Satoni im Osten.
Es herrscht das Klima der Sahelzone vor, mit einer durchschnittlichen jährlichen Niederschlagsmenge zwischen 300 und 400 mm.

## Geschichte
Bei der Cholera-Epidemie in West-Niger 2013 gehörte Mamassey neben Ayérou, Téra, Touré und Zaney zu den am stärksten betroffenen Orten. Bei Terrorangriffen im August 2024 wurden in den in der Gemeinde Méhana gelegenen Siedlungen Mamassey, Amara, Bandabaré, Gangania, Tchébi Béro und Tchébi Keyna insgesamt 14 Zivilisten getötet und mehrere weitere verletzt. Die nigrischen Sicherheitskräfte töteten als Reaktion darauf zwei Terroristen und bargen gestohlenes Vieh.

## Bevölkerung
Bei der Volkszählung 2012 hatte Mamassey 731 Einwohner, die in 81 Haushalten lebten. Bei der Volkszählung 2001 betrug die Einwohnerzahl 711 in 107 Haushalten und bei der Volkszählung 1988 belief sich die Einwohnerzahl auf 3186 in 410 Haushalten.

## Wirtschaft und Infrastruktur
Mit einem Centre de Santé Intégré (CSI) ist ein Gesundheitszentrum im Ort vorhanden. Es gibt eine Schule.